# Naege geojinmar-eul haebwa
Naege geojinmar-eul haebwa (hangeul: 내게 거짓말을 해봐, lett. Prova a mentirmi; titolo internazionale Lie to Me) è una serie televisiva sudcoreana trasmessa su SBS dal 9 maggio al 21 giugno 2011.

## Trama
Gong Ah-jung è impiegata al Ministero della Cultura, degli Sport e del Turismo della Corea del Sud. Per non perdere la faccia di fronte ad un'amica antipatica, Ah-jung mente dicendole di essersi sposata. La bugia, a causa di una serie di malintesi, si ingigantisce, finché Ah-jung si accorge che tutti hanno iniziato a spettegolare sul suo presunto matrimonio segreto con Hyun Ki-joon, il ricco presidente dei World Hotel, un uomo che nemmeno conosce. Questi, trovatosi involontariamente coinvolto nel gossip, decide di intraprendere un'azione legale contro Ah-jung, ma una serie di eventi finisce per legare la coppia, che decide di fingere di essere davvero sposata per un breve periodo per ottenere dei benefici.

## Personaggi
- Gong Ah-jung, interpretata da Yoon Eun-hye.
Impiegata governativa trentenne che ha smesso di credere nell'amore quando la sua migliore amica le ha rubato il fidanzato.
- Hyun Ki-joon, interpretato da Kang Ji-hwan.
Figlio maggiore di una famiglia influente, è intelligente e presiede il World Group. Il suo perfezionismo e il suo forte senso di responsabilità derivano dall'aver perso i genitori in un incidente stradale.
- Hyun Sang-hee, interpretato da Sung Joon.
Fratello minore di Ki-joon, che si è preso cura di lui quando sono rimasti orfani. Quando, però, Sang-hee scoprì che la ragazza che amava, Yoon-joo, era innamorata di suo fratello, partì e viaggiò per il mondo per tre anni. Tornato in Corea, s'innamora di Ah-jung.
- Oh Yoon-joo, interpretata da Jo Yoon-hee.
Yoon-joo è nata in una famiglia benestante e ha frequentato le scuole elementari con Sang-hee. È innamorata di Ki-joon.
- Yoo So-ran, interpretata da Hong Soo-hyun.
Amica/nemica di Ah-jung.
- Chun Jae-bum, interpretato da Ryu Seung-soo.
Marito di So-ran e primo amore di Ah-jung.
- Park Hoon, interpretato da Kwon Se-in.
Segretario di Ki-joon.
- Park Ji-yoon, interpretata da Park Ji-yoon.
Amica di Ki-joon e manager dell'albergo.
- Gong Joon-ho, interpretato da Kang Shin-il.
Padre di Ah-jung.
- Shim Ae-kyung, interpretata da Lee Kyung-jin.
Donna di cui Joon-ho è innamorata da tempo.
- Hwang Suk-bong, interpretato da Kwon Hae-hyo.
Ammiratore di Ae-kyung e amico di Sang-hee.
- Rae-yeon, interpretata da Kang Rae-yeon.
- Ji-eun, interpretata da Song Ji-eun.
- Bo-yeo, interpretata da Kim Bo-yeon.
- Kim Yeon-nim, interpretato da Jang Woo-young.
- Gyu-jin, interpretato da Kim Gyu-jin.
- Manager Ahn, interpretato da Ahn Jung-hoon.
- Hyo-jun, interpretato da Park Hyo-jun.

## Ascolti
| Episodio | Data di trasmissione | Dati TNMS           | Dati TNMS                  | Dati AGB            | Dati AGB                   |
| Episodio | Data di trasmissione | A livello nazionale | Area metropolitana di Seul | A livello nazionale | Area metropolitana di Seul |
| -------- | -------------------- | ------------------- | -------------------------- | ------------------- | -------------------------- |
| 1        | 9 maggio 2011        | 8,2%                | 10,1%                      | 9,1%                | 10,2%                      |
| 2        | 10 maggio 2011       | 8,3%                | 10%                        | 10,4%               | 10,5%                      |
| 3        | 16 maggio 2011       | 7,4%                | 9,5%                       | 10,2%               | 11,6%                      |
| 4        | 17 maggio 2011       | 7,6%                | 9,3%                       | 9,6%                | 10,5%                      |
| 5        | 23 maggio 2011       | 7,9%                | 9,5%                       | 8,9%                | 9,9%                       |
| 6        | 24 maggio 2011       | 8,6%                | 10,5%                      | 10,2%               | 11,3%                      |
| 7        | 30 maggio 2011       | 8,2%                | 9,8%                       | 9,7%                | 10,9%                      |
| 8        | 31 maggio 2011       | 8,5%                | 10,5%                      | 10,5%               | 12%                        |
| 9        | 6 giugno 2011        | 9,2%                | 11,4%                      | 10,5%               | 11,3%                      |
| 10       | 7 giugno 2011        | 9,3%                | 10%                        | 10,1%               | 11%                        |
| 11       | 13 giugno 2011       | 8,7%                | 10,7%                      | 10%                 | 10,9%                      |
| 12       | 14 giugno 2011       | 8,9%                | 11,7%                      | 9,4%                | 9,8%                       |
| 13       | 20 giugno 2011       | 8,4%                | 9,7%                       | 7,3%                | 8%                         |
| 14       | 21 giugno 2011       | 8,7%                | 9,8%                       | 8,7%                | 10,1%                      |
| 15       | 27 giugno 2011       | 8%                  | 8,8%                       | 8,8%                | 9,1%                       |
| 16       | 28 giugno 2011       | 8%                  | 8,4%                       | 9,2%                | 9,4%                       |
| Media    | Media                | 8,4%                | 8,9%                       | 9,5%                | 10,4%                      |

## Colonna sonora
1. Shameless Lie (뻔뻔한 거짓말) – Heo Ga-yoon
2. 3!4!0! (A Love Official) (3!4!0! (쌈박 한 사랑 공식)) – Jadu
3. Midnight Passes (이 밤이 지나가면) – Kim Hyung-joon
4. Goodbye, Really Goodbye (안녕 정말 안녕) – M to M
5. I Belong to You – MBLAQ
6. You Are My Love – Kim Yun-woo
7. Walking on the Cloud (구름 위를 거닐다) – Choi Won-joon
8. Goodbye, Really Goodbye (Inst.) (안녕 정말 안녕 (Inst.))
9. You Are My Love (Inst.)
10. Walking on the Cloud (Inst.) (구름 위를 거닐다 (Inst.))

## Riconoscimenti
| Anno | Premio               | Categoria                      | Ricevente     | Risultato   |
| ---- | -------------------- | ------------------------------ | ------------- | ----------- |
| 2011 | SBS Drama Awards     | Best Actress (special plan)    | Yoon Eun-hye  | Candidato/a |
| 2011 | SBS Drama Awards     | Excellent Actor (special plan) | Kang Ji-hwan  | Candidato/a |
| 2011 | SBS Drama Awards     | Special Actress (special plan) | Hong Soo-hyun | Candidato/a |
| 2012 | Baeksang Arts Awards | Popularity Award, TV           | Yoon Eun-hye  | Candidato/a |

## Distribuzioni internazionali
| Paese     | Canale/i            | Prima TV                    | Titolo adottato                    |
| --------- | ------------------- | --------------------------- | ---------------------------------- |
| Taiwan    | GTV                 | 1 settembre-4 ottobre 2011  | 甜蜜謊言 (Dolci bugie)             |
| Hong Kong | Drama 1             | 22 ottobre-10 dicembre 2011 | 大話男女 (Uomini e donne bugiardi) |
| Giappone  | Fuji TV             | 15 marzo-8 aprile 2012      | 私に嘘をついてみて (Mentimi)       |
| Filippine | GMA Network         | 18 giugno 2012-?            | Lie to Me                          |
| Singapore | MediaCorp Channel U | 2 giugno-24 agosto 2013     | 對我說謊 (Mi ha mentito)           |
| Indonesia | RTV                 | 6 aprile-24 aprile 2015     | Lie to Me                          |